# Tomentellopsis submollis
Tomentellopsis submollis är en svampart som först beskrevs av Svrcek, och fick sitt nu gällande namn av Hjortstam 1974. Tomentellopsis submollis ingår i släktet Tomentellopsis och familjen Thelephoraceae.   Inga underarter finns listade i Catalogue of Life.